# Pont de Briord
Le pont de Briord est un pont en arc  franchissant le Rhône entre les communes de Briord (Ain) et de Bouvesse-Quirieu (Isère). C'est un pont routier de la RD 19A.